# Omice
Omice település Csehországban, a Brno-vidéki járásban. Omice Popůvky, Radostice, Rosice, Tetčice, Ostrovačice és Střelice településekkel határos. Lakosainak száma 840 fő (2024. január 1.).

## Népesség
A település lakosságának változását az alábbi diagram mutatja:
| Lakosok száma | 524  | 603  | 742  | 794  | 643  | 694  | 779  | 817  | 834  | 840  |
|               | 1869 | 1890 | 1921 | 1950 | 1980 | 2001 | 2017 | 2019 | 2022 | 2024 |